# Rain Dogs
Rain Dogs — восьмий студійний альбом автора-виконавця Тома Вейтса, виданий 1985 року. Концепція альбому — Нью-Йоркські міські знедолені. Диск відомий широким спектром музичних жанрів, наприклад, журнал Rolling Stone описав Rain Dogs як «злиття Курта Вайля, рокової цілісності від старого брудного блюзу та елегійної меланхолії новоорлеанских похорон, у своєрідному американському стилі». 1989 року альбом зайняв 21 місце в списку «100 найкращих альбомів 1980-х» за версією Rolling Stone, а 2003 року — 399 місце у списку «500 найбільших альбомів усіх часів». Існує помилкова думка, що на обкладинці зображений Том Вейтс. Незважаючи на схожість особи, це не так. Фотографію, використану для обкладинки,  зробив шведський фотограф Андерс Петерсен наприкінці 1960-х в кафе Lehmitz в Гамбурзі, на знаменитій вулиці Репербан — кварталі червоних ліхтарів. Чоловіка та жінку, зображених на ній названо Rose and Lily (троянда та лілія). У європейській версії Rain Dogs назва альбому написана червоним, а не блакитним кольором.

## Запис
Том записав велику частину альбому восени 1984 року, під час свого перебування в підвалі на розі Вашингтон-стріт та Гораціо в Мангеттені. За його словами, «це було місце в Нижньому Мангеттені між Канал-стріт та Чотирнадцятою вулицею, приблизно в кварталі від річки. Гарне місце, щоб працювати. Дуже тихе, лише вода, раз у раз, шумить у трубах. Неначе перебуваєш у сховище». Там же Вейтс записував звуки вулиці та інші навколишні шуми на магнітофон, щоб отримати звук міста, який був предметом альбому.
Під час запису він використовував широкий спектр інструментів, включаючи маримбах, акордеон, контрабас, тромбон та банджо. Тоді, в середині 1980-х, більшість музикантів використовувало синтезатори та драм-машини і записувалося в професійних студіях, але Том, як завжди, не довіряв модним тенденціям. Якщо він не міг отримати правильний звук від барабана в студії, то ударяв комод у ванній кімнаті та отриманий звук входив до альбому.
Rain Dogs був першим великим альбомом для гітариста Марка Рібо. Він одразу ж зазначив оригінальний та індивідуальний спосіб запису альбому. Вейтс був дуже відкритим для сторонніх звуків, які відбувалися в студії. А одного разу він дав Рібо таку словесну інструкцію: «Грай, начебто ти карлик на бар-Міцва».
На цьому ж альбомі Вейтс почав співпрацювати з Кітом Річардсом. Він описав гітариста так: «Він дуже спонтанний, він рухається як якась тварина. Я намагався пояснити йому „Big Black Mariah“ і, нарешті, я почав рухатися в певному сенсі, і тоді він зрозумів, про що я говорю. Це як тваринний інстинкт».

## Музичний стиль і теми
Rain Dogs був відзначений, як один з найважливіших альбомів в кар'єрі Вейтса та жанрі, в якому він почав грати на Swordfishtrombones. Альбом відрізняється розходженням музичних стилів, серед дев'ятнадцяти треків два інструментальних («Midtown» і «Bride of Rain Dog»), полька («Cemetery Polka»), балада («Time»), поп-музика («Downtown Train»), госпел («Anywhere I Lay My Head»). «Blind Love» є першою спробою Вейтса в стилі кантрі. Пісня «Hang Down Your Head» написана за мотивами народної пісні «Tom Dooley», зі зміненим текстом, але практично недоторканою мелодією.
Альбом є портретом трагічного царства вулиці. Назва Rain Dogs покликана висловити таку атмосферу. Коли Тома попросили пролити світло на цю метафору, він відповів, що це «Люди, що живуть на вулиці. Собаки, які бродять після дощу. Дощ змиває всі їх запахи. Так, всі люди на альбомі пов'язані між собою болем».

## Список композицій
Автор музики і слів Том Вейтс, якщо не зазначено інше. 
| Перша сторона | Перша сторона             | Перша сторона         | Перша сторона |
| #             | Назва                     | Автор                 | Тривалість    |
| ------------- | ------------------------- | --------------------- | ------------- |
| 1.            | «Singapore»               |                       | 2:46          |
| 2.            | «Clap Hands»              |                       | 3:47          |
| 3.            | «Cemetery Polka»          |                       | 1:51          |
| 4.            | «Jockey Full of Bourbon»  |                       | 2:45          |
| 5.            | «Tango Till They're Sore» |                       | 2:49          |
| 6.            | «Big Black Mariah»        |                       | 2:44          |
| 7.            | «Diamonds & Gold»         |                       | 2:31          |
| 8.            | «Hang Down Your Head»     | Кетлін Бреннан, Вейтс | 2:32          |
| 9.            | «Time»                    |                       | 3:55          |

| Друга сторона | Друга сторона                         | Друга сторона |
| #             | Назва                                 | Тривалість    |
| ------------- | ------------------------------------- | ------------- |
| 10.           | «Rain Dogs»                           | 2:56          |
| 11.           | «Midtown» (Інструментальна)           | 1:00          |
| 12.           | «9th & Hennepin»                      | 1:58          |
| 13.           | «Gun Street Girl»                     | 4:37          |
| 14.           | «Union Square»                        | 2:24          |
| 15.           | «Blind Love»                          | 4:18          |
| 16.           | «Walking Spanish»                     | 3:05          |
| 17.           | «Downtown Train»                      | 3:53          |
| 18.           | «Bride of Rain Dog» (Інструментальна) | 1:07          |
| 19.           | «Anywhere I Lay My Head»              | 2:48          |
| 53:46         |                                       |               |

## Учасники запису
- Том Вейтс — вокал (1-10, 12-17, 19), гітара (2, 4, 6, 8-10, 15-17), фортепіано (5, 12), банджо (13), фісгармонія (18)
- Майкл Блер — ударні (1-4, 7, 8, 12, 13, 17), маримба (2, 7, 10, 12), конґа (4), парадний барабан (19)
- Стівен Ходжес — барабани (1, 2, 4, 6, 10, 11, 15, 16), парадний барабан (3)
- Ларрі Тейлор — контрабас (1, 3, 4, 6, 8-10, 15), бас-гітара (7, 11, 14, 16)
- Марк Рібо — гітара (1-4, 7, 8, 10)
- Кріс Спеддінг — гітара (1)
- Пол «Голлівуд» Літтерал — труба (1, 11, 19)
- Тоні Гарніер — контрабас (2)
- Боббі Прівайт — перкусія (2), маримба (2)
- Вільям Шіммел — акордеон (3, 9, 10)
- Боб Фанк — тромбон (3, 5, 10, 11, 19)
- Ральф Карні — баритон-саксофон (4, 14), саксофон (11, 18), кларнет (12)
- Грег Коен — контрабас (5, 12, 13)
- Кіт Річардс — гітара (6, 14, 15), бек-вокал (15)
- Роберт Муссо — банджо (7)
- Арно Хечт — тенор-саксофон (11, 19)
- Кріспін Кой — саксофон (11, 19)
- Роберт Квін — гітара (15, 17)
- Росс Левінсон — скрипка (15)
- Джон Лурі — альт-саксофон (16)
- Г. Є. Сміт — гітара (17)
- Міккі Каррі — барабани (17)
- Тоні Левін — бас-гітара (17)
- Роберт Кілгор — орган (17)

## Позиції в чартах
| Чарт (1985)              | Найвища позиція |
| ------------------------ | --------------- |
| Dutch Top 100            | 23              |
| Norwegian Albums Chart   | 12              |
| Swedish Albums Chart     | 5               |
| UK Albums Chart          | 29              |
| US Billboard 200         | 188             |
| Чарт (1986)              | Найвища позиція |
| Austrian Top 40          | 26              |
| New Zealand RIANZ Top 40 | 17              |